# Tălișoara, Covasna
Tălișoara (maghiară Olasztelek) este un sat în comuna Brăduț din județul Covasna, Transilvania, România. Se află în partea de nord-vest a județului,  în Depresiunea Baraolt.

## Clădiri istorice
- Castelul Daniel

## Galerie de imagini

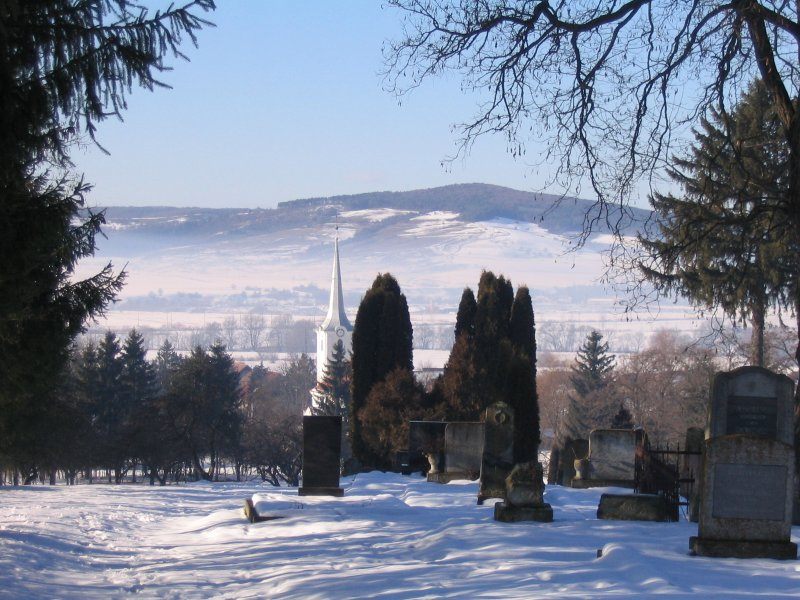
Tălișoara (cimitirul)